# Antoni Soler i Clariana
Antoni Soler i Clariana (Reus, 20 de gener de 1835 - 30 de gener de 1896) va ser un advocat i polític català. Era un dels dirigents més importants del republicanisme federal a Reus, i seguidor d'Estanislau Figueres.

## Biografia
Es va llicencia en Dret civil i canònic l'any 1864. El 1866 va començar a exercir a Reus, on va tenir bufet obert fins a la seva mort. Va ser magistrat a l'Audiència criminal de Reus, assessor jurídic de l'Ajuntament i del Banc de Reus i degà del Col·legi d'Advocats reusenc. Va estar relacionat amb el Centre de Lectura des de la seva fundació, i era membre actiu d'El Círcol, una societat reusenca, on va organitzar un homenatge a Prim el 1868. Va ser un dels impulsors, a nivell local, de la Revolució de Setembre de 1868, i va ser secretari de la primera Junta Revolucionària, on redactava les actes en català. En els debats de la Junta defensava postures radicals i s'oposava a que la Junta de Madrid es transformés o nomenés el govern de l'estat. Va ser elegit membre de la Junta Revolucionària definitiva el 1869 i junt amb Jaume Aguadé Mestres va anar a Madrid per consultar a Prim sobre la conveniència o no de dissoldre la Junta. Soler va transmetre immediatament la resposta favorable a la dissolució encara que ell defensava la proposta contrària. Membre destacat del Partit Republicà Federal, els seus companys de consistori del 1869 el van elegir alcalde el mes d'abril, en acabar el breu mandat de Pere Bové, i va proclamar la República Federal l'1 d'octubre d'aquell any, després que, a causa de la mort del secretari del governador de Tarragona el govern desarmés les milícies locals eliminant així la possibilitat de la pujada al poder del republicanisme revolucionari. A Reus, la proclamació de la República Federal va portar que els batallons formessin a la plaça de la Revolució (o de Prim) i, cantant els himnes de Riego i Garibaldi arribessin a la plaça de la Constitució (o del Mercadal), on Antoni Soler va fer un abrandat discurs. Els milicians van sortir cap als pobles de la rodalia per captar partidaris de la causa republicana. El dia 3 d'octubre, vist el fracàs de la revolució a nivell d'estat, Soler va ser destituït d'alcalde i alguns dirigents sublevats van fugir. Va tornar a ocupar breument l'alcaldia el 1874 i va ser diverses vegades regidor i diputat provincial. Era comandant d'un dels quatre batallons de la Milícia Nacional reusenca a la Tercera guerra Carlina. Va encapçalar una subscripció, el 1884, per als fills orfes d'Estanislau Figueres, amb el qual havia estat sempre ideològicament afí. El mateix 1884 va ser un dels firmants del manifest fundacional de l'Associació Catalanista de Reus. El 1886 es proclamava seguidor de les idees d'Almirall i Roca i Farreras. Va seguir exercint d'advocat fins al 1896, quan va morir.